# Platanthera tescamnis
Platanthera tescamnis là một loài thực vật có hoa trong họ Lan. Loài này được Sheviak & W.F.Jenn. mô tả khoa học đầu tiên năm 2006.

## Hình ảnh

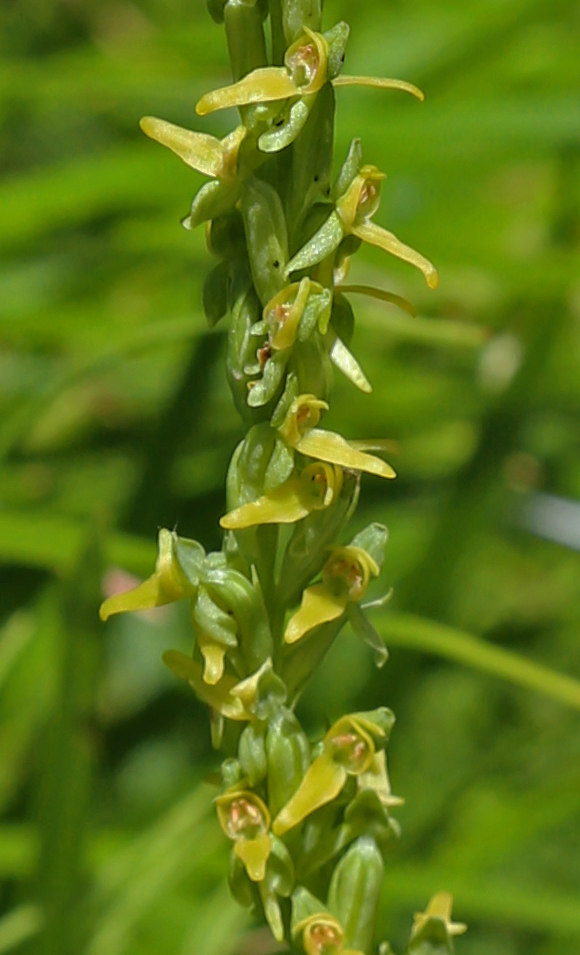
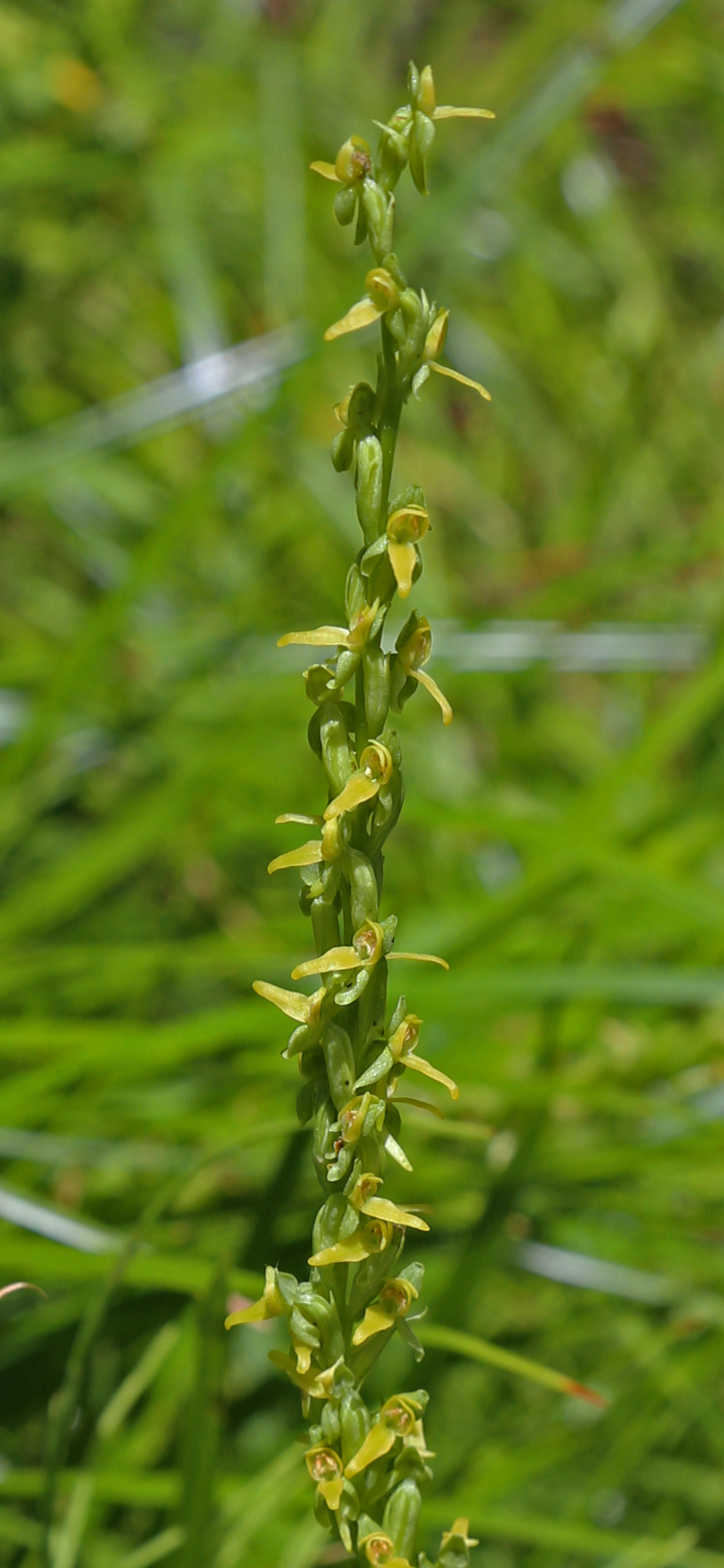